# Gosselin Ier de Schwerin
Pour les articles homonymes, voir Gosselin.
Gosselin de Hagen ou Gosselin Ier (né entre 1125 et 1130, mort le 18 juin 1185) fut le premier comte de Schwerin après la conquête du pays des Abodrites par Henri le Lion.

## Biographie
Gosselin est vraisemblablement issu de la lignée des Hagen, qui tirent leur nom du château fort de Hagen qu'ils conquirent dans le bailliage de Saldt, et qui détenaient de nombreux fiefs à Wolfenbüttel et Hildesheim. En tant que burgrave de Dahlenburg, il appuya Henri le Lion dans son combat contre les païens Abodrites : en témoigne un écrit de l'évêque Bogufał II de Posen, qui décrit Gosselin comme nobilis vir de Dalewo alias de Dalemburg. Les hauts faits de Gosselin lors de cette guerre poussèrent Henri le Lion à faire de son fidèle ministériel le premier comte de Schwerin en 1160. Outre le château fort de Schwerin (à reconstruire), Gosselin obtenait par là propriété du donjon d’Ilow et devenait le plus puissant vassal de Henri le Lion en terre abodrite. Helmold von Bosau le désigne d’ailleurs comme "præfectus" du pays abodrite.
En 1164, Gosselin justifia la confiance que Henri le Lion avait placée en lui, en défendant victorieusement les donjons d’Ilow et de Schwerin contre l'armée de Pribislav, jusqu'à ce que le duc de Saxe puisse rétablir la situation. Alors qu'on pensait la bataille de Verchen perdue pour les Saxons, il défit l'armée de Pribislav et des princes de Poméranie. L’Évangélisation de la région récemment conquise fut accomplie par l'évêque Bernon sous la protection de Gosselin.
Lorsqu'en 1167 Pribislav, s'étant reconnu vassal du duc de Saxe, reprit possession du pays abodrite, le château-fort de Schwerin et tous les fiefs attenant furent exclus du traité, pour demeurer propriété de Gosselin et de sa descendance. Ces terres, noyau primitif du comté de Schwerin, restèrent aux comtes de Hagen jusqu'à ce qu'en 1358 Nicolas III les vende à Albert II de Mecklembourg.
En 1172 Gosselin suivit le duc Henri le Lion dans son pèlerinage en Palestine. Lorsque l'armée de Henri fut battue, il rompit son serment, mais la mise au ban de son suzerain (1180–1181) rendait vain tout espoir de reconquête.
La tradition date sa mort du 18 juin 1185. Il fut inhumé en la cathédrale de Schwerin.

## Descendance
On ne sait pratiquement rien des liens de parenté de Gosselin. En 1150 il était encore célibataire, mais dut se marier peu après, car dès 1174 un de ses garçons est cité comme témoin. Il épousa Odette de Lüchow († 1190).
De cette union naquirent cinq garçons :
- Hermann († 1228), coadjuteur de Schwerin de 1191 à 1195
- Helmold Ier († 1206), comte de Schwerin de 1185 à 1194
- Gosselin II (Günzel) († vers 1221), comte de Schwerin
- Henri de Schwerin († vers 1228), dit le Noir, comte de Schwerin
- Frédéric Ier († 1240), évêque de Schwerin de 1238 à 1240

## Voir également
- (de) Les origines de Gosselin Ier de Hagen, premier comte de Schwerin